# Alismereti
Alismereti (gruz. ალისმერეთი) – wieś w Gruzji, w regionie Imeretia, w gminie Baghdati. W 2014 roku liczyła 5 mieszkańców.